# 天主教洛洛教區
天主教洛洛教區（拉丁語：Dioecesis Loloënsis）是剛果民主共和國一個羅馬天主教教區，屬姆班達卡-比科羅總教區。
教區的前身是一個宗座監牧區，成立於1937年2月22日，
1962年7月2日升為教區。
教區包括該國西北部赤道省東部和東方省西部。2004年有教友79,239人（佔轄區總人口50.5%）、九個堂區、十四名司鐸。目前教區主教為让-贝丁·纳东耶·恩东戈、榮休主教費迪南·馬埃姆巴·利沃克。